# Bitka kod Drača (48. pr. Kr.)
 Ovo je glavno značenje pojma Bitka kod Drača (48. pr. Kr.). Za druga značenja pogledajte Bitka kod Drača.
Bitka kod Drača koja se odigrala 10. srpnja 48. g. pr. Kr. spada u bitke Cezarova građanskog rata. Vodila se između vojske Julija Cezara i vojske koju je predvodio Gnej Pompej uz potporu većine Senata kod grada Dyrrachiuma, današnjeg Drača u Albaniji. Bitka je završila neodlučno, ali danas se smatra Pompejevom pobjedom. Prethodila je presudnoj bitki Rimskog građanskog rata - bitki kod Farsala.

## Uvod u bitku
Već u njegovoj prvoj godini na položaju konzula, protiv Cezara bile su podignute brojne sudske tužbe. Istina, rimski je zakon državnim službenicima jamčio imunitet od sudskih progona, ali samo do kraja mandata. Cezar je znao da će ga te tužbe pritisnuti čim postane običan građanin, pa se potrudio dobiti položaj prokonzula nad područjem Cisalpinske Galije i Ilirije, čemu je poslije pridodana Transalpinska Galija. Kad mu je istekao prokonzulski mandat od pet godina, Cezar je pomogao saveznicima Krasu i Pompeju da postanu konzuli, pa mu je mandat produžen za još pet godina. Pri kraju tog drugog mandata, kako je ispunio uvjet od najmanje deset godina stanke između dva konzulska položaja, Senat mu je zapovijedio da odstupi s položaja vojskovođe. Cezar je odgovorio da će ih poslušati samo ako to učini i Pompej. Uvrijeđeni Senat poslao mu je zahtjev da istog časa raspusti svoju vojsku, inače će ga proglasiti narodnim neprijateljem. Kad mu je 50. pr. Kr. istekao prokonzulski mandat, Senat mu je zabranio da se u odsutnosti natječe za drugi konzulski mandat. To je navelo Cezara da zaključi kako će ga progoniti i pretvoriti u političkog marginalca ako uđe u Rim bez konzularnog imuniteta ili bez vojske. Zato je krenuo s vojskom na Rim i prisilio zatečena Pompeja i saveznike da pobjegnu u Grčku, čime je započeo Cezarov građanski rat.
Cezar nije odmah navalio na Grčku, nego je prvo učvrstio vlast u Rimu i Italiji. Imao je i drugih nevolja: Pompej mu nije ostavio nikakvu flotu da prijeđe Jadran, a Hispanija se spremala za rat protiv njega. Nakon što je skupio preostale snage iz Transalpinske Galije, krenuo je na Hispaniju i pokorio dovoljan dio pokrajine da bude siguran kako s njom više neće imati problema dok se bori protiv Pompeja. Zatim se posvetio isključivo Pompeju.

## Opsada
Pompej je držao snažan položaj, s morem iza leđa, okružen brdima s kojih je mogao vladati neposrednom okolicom, pa je izravan napad bio nemoguć. Cezar je iskoristio jedan od svojih trikova iz Galskog rata: zapovjedio je inženjerima da sagrade zidove i utvrde kako bi stisnuli Pompeja uz more. Pompej je zauzvrat počeo graditi vlastite zidove i utvrde kako bi spriječio napredovanje neprijatelja. Tako je između utvrda nastala ničija zemlja, s neprestanim čarkama bez znatnog napredovanja ili povlačenja, nalik na rovovske bitke Prvog svjetskog rata. Cezar je držao okolne njive, ali već ih je istrošio, dok je Pompej mogao primati namirnice putem mora. Međutim, što je opsada duže trajala, to je Pompeju bilo teže priskrbiti hranu za konje i pitku vodu. Bližilo se vrijeme žetve, što je značilo da će Cezar imati dovoljno hrane da nastavi opsadu i prisili očajnog Pompeja na proboj. Međutim, sredinom ljeta Pompeja je poslužila sreća. Dva galska vojnika zatečena su u krađi legionarskih plaća, ali uspjeli su prebjeći Pompeju. Ta dvojica odala su Pompeju najslabiju točku Cezarova zida. Naime, jedan odjeljak južne linije još nije bio dovršen.

## Bitka
Pompej je krenuo sa šest legija na mjesto gdje se Cezarova linija pružala do mora i gdje je bila stacionirana Deveta legija. Mnogo brojnija od Cezarove postrojbe, Pompejeva je vojska probila slaba utvrđenja, pa se taj dio Cezarovih snaga morao povući. Cezar je brzo ojačao mjesto proboja s dvanaest kohorta pod Antonijevim vodstvom i zatim krenuo u protunapad kako bi ponovno učvrstio dio zida i odbio Pompejeve snage. Premda je Cezar isprva imao uspjeha, Pompej je imao brojnije snage, koje su počele zatvarati Cezarovo desno krilo, koje je popustilo zbog prijetnje s leđa. Čim se to dogodilo, Cezarova je vojska počela bježati. Cezar ih je pokušao osobno zaustaviti, ali kad je vidio da prijeti potpuna katastrofa, počeo je usmjeravati povlačenje.

## Posljedice
Pompej je zaustavio vojsku, uvjeren da je Cezar izgubio i sumnjajući u nekakvu zamku. Plutarh kaže da je Cezar tu odluku popratio ovim riječima: "Danas bi pobijedili naši neprijatelji da je ijedan od njih htio uzeti tu pobjedu."
Cezar je potom osvojio grad Gomphi, gdje je pustio vojsku da se odmori i opskrbi, a onda je krenuo na Farsal, gdje će se ubrzo odigrati presudna bitka kod Farsala.

## Napomene
1. ↑  Battle of Dyrrhachium. UNRV. Inačica izvorne stranice arhivirana 11. lipnja 2011. Pristupljeno 19. lipnja 2011.
2. ↑  Plutarh, Pompej